# Carlyle Smith Beals
Carlyle Smith Beals, OC (Canso, 29 de junho de 1899 — Ottawa, 2 de julho de 1979) foi um astrônomo canadense.
Trabalhou no Observatório Astrofísico Dominion, em Victoria, até 1946. Lá estudou as linhas de emissão do espectro de algumas estrelas quentes, e estudou nuvens de gás no meio interestelar. Também desenvolveu instrumentos astronômicos.
Em 1946 tornou-se astrônomo em Ottawa, estudando crateras de impacto de meteoritos no Canadá. Aposentou-se em 1964.
Em 1969 foi oficial da Ordem do Canadá. O asteroide 3314 Beals e a cratera Beals na lua são denominados em sua homenagem.